# Беглеві (Бослеві)
Беглеві (груз. ბეღლევი) — село в Грузії.
За даними перепису населення 2014 року в селі проживає 235 осіб.